# 힌두 민족주의

바그와 드와지 또는 사프란 깃발은 힌두 내셔널리즘의 상징으로 널리 사용된다.

힌두 내셔널리즘은 인도 아대륙의 토착 사회문화적 전통에 기반을 둔 정치 사상의 표현으로 통칭된다. "힌두 내셔널리즘"은 Hindū Rāṣṭravāda를 단순화하여 번역한 것이다. "힌두 정치"로 설명하는 것이 더 적절하다.
토착 사상 흐름은 인도 정치에 대한 독특한 국민 정체성을 형성하는 데 기여하고 식민주의에 의문을 제기하는 기반을 제공하면서 인도 역사에서 매우 중요한 의미를 갖게 되었다. 또한 이러한 사상들은 인도 독립운동 기간 동안 인도 민족주의자들에게 영감을 주었으며, 무장 투쟁, 강압적 정치, 비폭력 시위의 기반이 되었다. 이들은 또한 인도의 사회 개혁 운동과 경제 사상에도 영향을 미쳤다.
오늘날 힌두트바 (의미: 힌두성)는 인도에서 지배적인 형태의 힌두 민족주의 정치이다. 정치 이념으로서 힌두트바라는 용어는 비나야크 다모다르 사바르카르에 의해 1923년에 명확히 표명되었다. 힌두트바 운동은 "우익 극단주의"의 한 변형으로 그리고 "고전적 의미에서 거의 파시스트적"이며 동질화된 다수와 문화 패권 개념을 고수하는 것으로 묘사되어 왔다. 일부 분석가들은 "파시스트"라는 딱지에 이의를 제기하며 힌두트바가 "보수주의" 또는 "민족적 절대주의"의 극단적인 형태라고 제안한다. 일부는 힌두트바를 분리주의 이념으로 묘사하기도 했다. 힌두트바는 집권 중인 인도 인민당 (BJP), 힌두트바 준군사조직인 국민 의용단 (RSS), 사나탄 산스타, 비슈바 힌두 파리샤드 (VHP), 그리고 상 파리바르라고 불리는 생태계의 다른 조직들에 의해 옹호된다.

## 이념 용어 및 영향의 진화
20세기 전반에 인도 국민회의의 파벌들은 계속해서 "힌두 정치"와 힌두 국가의 이념과 연관되었다.
역사를 통틀어 "힌두"라는 단어는 정의가 없는 포괄적인 묘사로 사용되었으며, 인도의 토착 전통과 사람들을 지칭하는 데 사용되었다. "힌두"라는 단어가 종교적 의미로 광범위하게 사용되기 시작한 것은 18세기 후반에 이르러서였으며, 여전히 토착 전통을 묘사하는 제유로 사용되었다. 힌두 민족주의 이념과 정치 언어는 언어적으로나 사회적으로 매우 다양했다. 힌두교는 식별 가능한 종교 집단을 대표하지 않으므로, '힌두 내셔널리즘' 및 '힌두'와 같은 용어는 종교 및 내셔널리즘 담론의 경우 문제가 있는 것으로 간주된다. 힌두인들이 동질적인 공동체로 식별될 수 있었기 때문에, 일부 개별 의회 지도자들은 세속적 내셔널리즘의 일반적인 입장에 "힌두"의 의미를 가진 상징을 부여할 수 있었다.
인도 문화 집단의 다양성과 힌두 내셔널리즘의 온건한 입장은 때때로 종교적 내셔널리즘이 아닌 문화 내셔널리즘으로 간주되기도 했다.
시바지와 그의 정복은 힌두 내셔널리즘의 기반이 되었다고 한다. 힌두트바의 창시자 비나야크 다모다르 사바르카르는 시바지가 무굴 세력을 물리쳐 인도 전역의 힌두인들의 정신을 '전기처럼 감전시켰다'고 썼다.

## 네팔 힌두 내셔널리즘과 관습

### 고르칼리 군주의 힌두화 정책

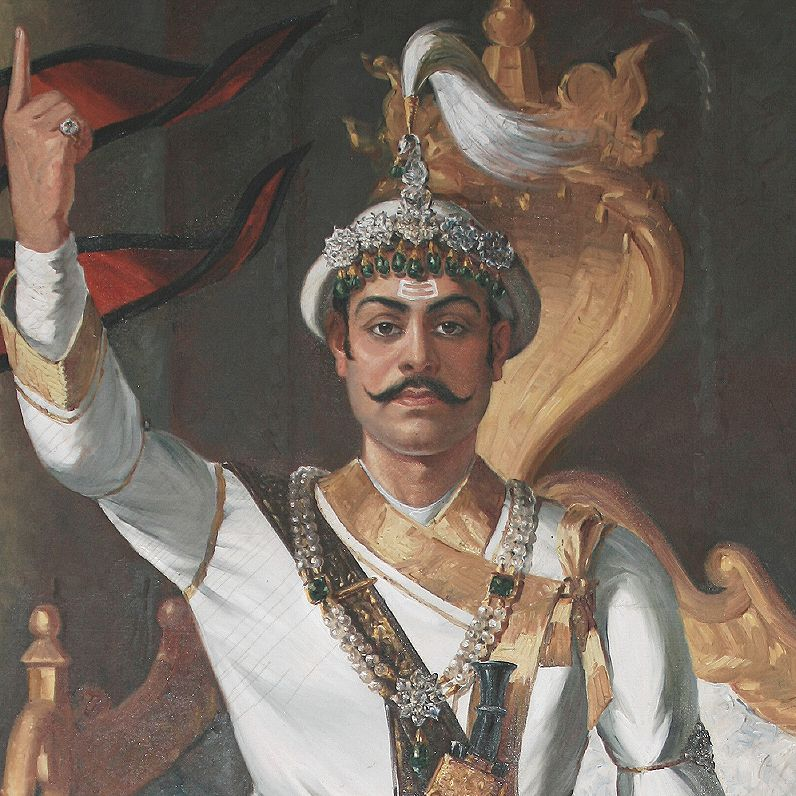
마하라자디라자 프리트비 나라얀 샤 (1723–1775), 네팔 국왕, 힌두 경전 다르마샤스트라의 이상을 통치 이념으로 전파했다.

마하라자디라자 프리트비 나라얀 샤는 북인도가 이슬람 무굴 통치자들의 지배를 받고 있었기 때문에 새로 통일된 네팔 왕국을 아살 힌두스탄 ("힌두인들의 진짜 땅")으로 선포했다. 이 선포는 그의 통치에 힌두 사회 규범 다르마샤스트라를 시행하고 그의 나라를 힌두인들이 거주할 수 있는 곳으로 지칭하기 위해 이루어졌다. 그는 또한 북인도의 나머지 지역을 무글란 (무굴인의 나라)이라고 부르며 해당 지역이 무슬림 외국인들에 의해 침투되었다고 말했다. 고르칼리가 카트만두 계곡을 정복한 후, 프리트비 나라얀 샤 국왕은 파탄에서 기독교 카푸친 선교사들을 추방하고 네팔을 아살리 힌두스탄 (힌두인들의 진짜 땅)으로 개명했다.틀:출처 보충 타가다리는 네팔 수도에서 특권적 지위를 누렸으며, 이 사건 이후 당국에 더 많은 접근권을 부여받았다. 이후 힌두화는 네팔 왕국의 주요 정책이 되었다.틀:출처 보충 하르카 구룽 교수는 이슬람 무굴 통치와 영국령 인도의 기독교 존재가 네팔 왕국에서 힌두인들의 안식처를 건설하기 위한 힌두 내셔널리즘의 토대를 강요했다고 추측한다.틀:출처 보충

#### 바라다리 정부의 이상
고르카 왕국의 구 바라다리 정부 정책은 고대 힌두 경전인 다르마샤스트라에서 유래했다. 국왕은 비슈누 신의 화신으로 간주되었으며, 입법, 사법, 행정 기능에 대한 최고 권한을 가졌다. 사법 기능은 힌두 다르마 행동 강령 원칙에 따라 결정되었다. 국왕은 국가를 모욕한 사람을 추방할 수 있는 완전한 권한을 가졌으며, 위반자를 사면하고 국가로의 귀환을 허가할 수도 있었다. 실제적으로 정부는 판데 가문 및 타파 가문과 같은 네팔 정치 씨족의 지배로 인해 전제군주제가 아니었으며, 샤 군주는 꼭두각시 통치자였다. 이러한 기본적인 힌두 틀은 네팔이 힌두 국가로 운영되었음을 보여주는 증거를 제공한다.

#### 힌두 민법 및 법적 규정

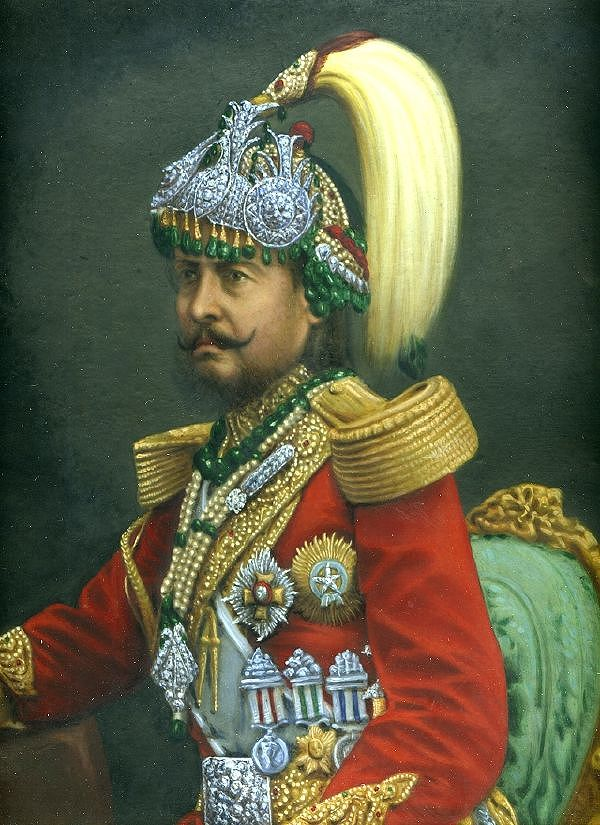
정 바하두르 라나는 1854년 전통 힌두법에 기반을 둔 최초의 민법전 물리키 아인을 제정하고 마트왈리와 달리트에 앞서 타가다리 계층에 우선권을 부여했다.

네팔 민법전, 물리키 아인은 정 바하두르 라나가 유럽 순방 후 의뢰하여 1854년에 제정되었다. 이 법은 전통적인 힌두법에 뿌리를 두고 있으며, 네팔에서 수세기 동안 사회 관습을 법전화했다. 이 법은 또한 프라야스치타 (죄악의 회피 및 제거)와 아차라 (다양한 공동체의 관습법)를 포함했다. 이는 당시 네팔의 모든 힌두인 및 비힌두인 인구를 카스 통치자의 관점에서 단일 계층적 민법전에 포함시키려는 시도였다. 힌두 바라나슈라마 측면에서 네팔의 자티 분류는 타가다리를 계층의 가장 높은 곳에 둔다. 타망족, 셰르파족, 타루족 출신의 민족 언어 집단은 마트왈리("술 마시는 자")라는 칭호로 분류되었으며, 카스인, 네와리인, 테라이 출신은 타가다리("신성한 실을 착용하는 자")로 불렸다. 타가다리 카스트는 카스트에서 추방되지 않는 한 어떤 형사 처벌을 받아도 노예가 될 수 없었다. 네팔의 주요 광범위한 카스트 범주는 타가다리 (신성한 실을 착용하는 자), 마트왈리 (술 마시는 자) 및 달리트 (또는 불가촉천민)이다.

## 근대와 19세기 힌두 르네상스
많은 힌두 개혁 운동이 19세기에 시작되었다. 이 운동들은 우파니샤드와 베단타의 고대 경전에 대한 새로운 해석을 가져왔고 사회 개혁을 강조했다. 이 운동들의 두드러진 특징은 식민지 시대에 서양 문화의 우월성이라는 개념에 맞섰다는 것이다. 이는 식민지 시대 인도 독립 운동의 문화적, 이념적 기반을 형성한 애국적 사상의 분출로 이어졌다.

### 브라마 사마지
브라마 사마지는 1828년 벵골 학자 람 모한 로이에 의해 창시되었다. 람 모한 로이는 고대 우파니샤드 문헌에서 합리주의적 '근대' 인도의 비전을 창조하기 위해 노력했다. 사회적으로 그는 당시의 미신을 비판하고, 일신교적 베다 종교를 믿었다. 그의 주요 강조점은 사회 개혁이었다. 그는 카스트 차별에 맞서 싸웠고 여성 평등권을 옹호했다. 브라마 사마지는 영국 정부와 서구화된 인도인들로부터 호의적인 반응을 얻었지만, 그들의 지적인 베단타적이고 유니테리언적 견해로 인해 더 큰 힌두 사회로부터는 대체로 고립되었다. 그러나 고대 인도 문헌의 합리적이고 논리적인 해석에 기반하여 힌두 영성을 체계화하려는 그들의 노력은 벵골과 인도 전역의 다른 운동들에 의해 계승될 것이다.

### 아리아 사마지

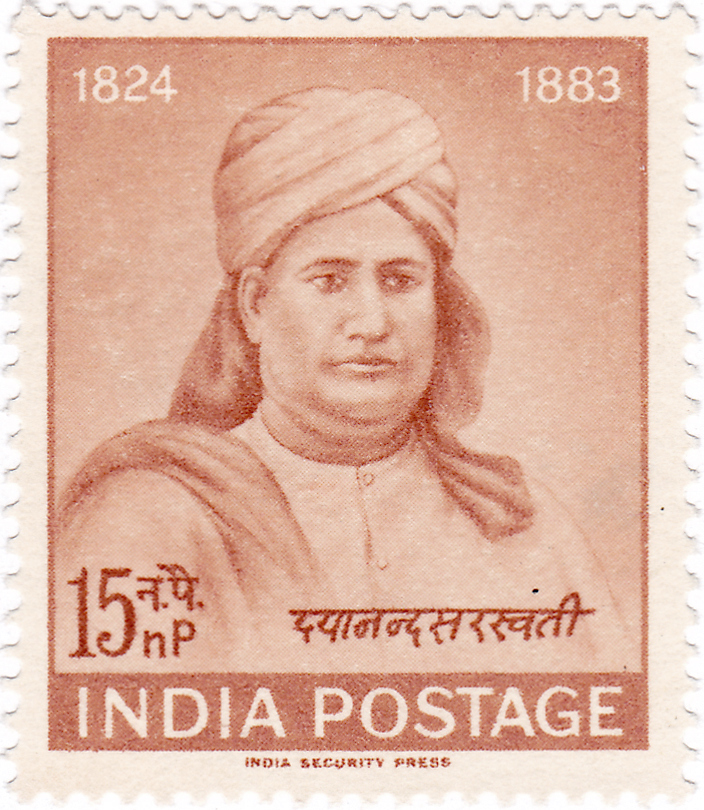
마하리시 다야난다 사라스와티, 아리아 사마지의 창립자, 1962년 인도 우표

아리아 사마지는 19세기 후반의 포괄적인 힌두 르네상스 운동 중 하나로 여겨진다. 아리아 사마지의 창립자인 스와미 다야난다는 우상 숭배, 카스트 제한 및 불가촉천민 제도, 아동 결혼을 거부하고 여성에게 동등한 지위와 기회를 옹호했다. 그는 기독교와 이슬람교에 반대하는 만큼이나 "브라만주의" (그는 브라만주의가 베다 지식의 부패를 초래했다고 믿었다)에 반대했다. 아리아 사마지는 종종 사회 운동으로 간주되었지만, 람프라사드 비스밀, 바가트 싱, 샴지 크리슈나바르마, 바이 파라마난드, 랄라 라즈파트 라이와 같은 인도 독립운동의 많은 혁명가와 정치 지도자들이 이에 영감을 받았다.

### 비베카난다

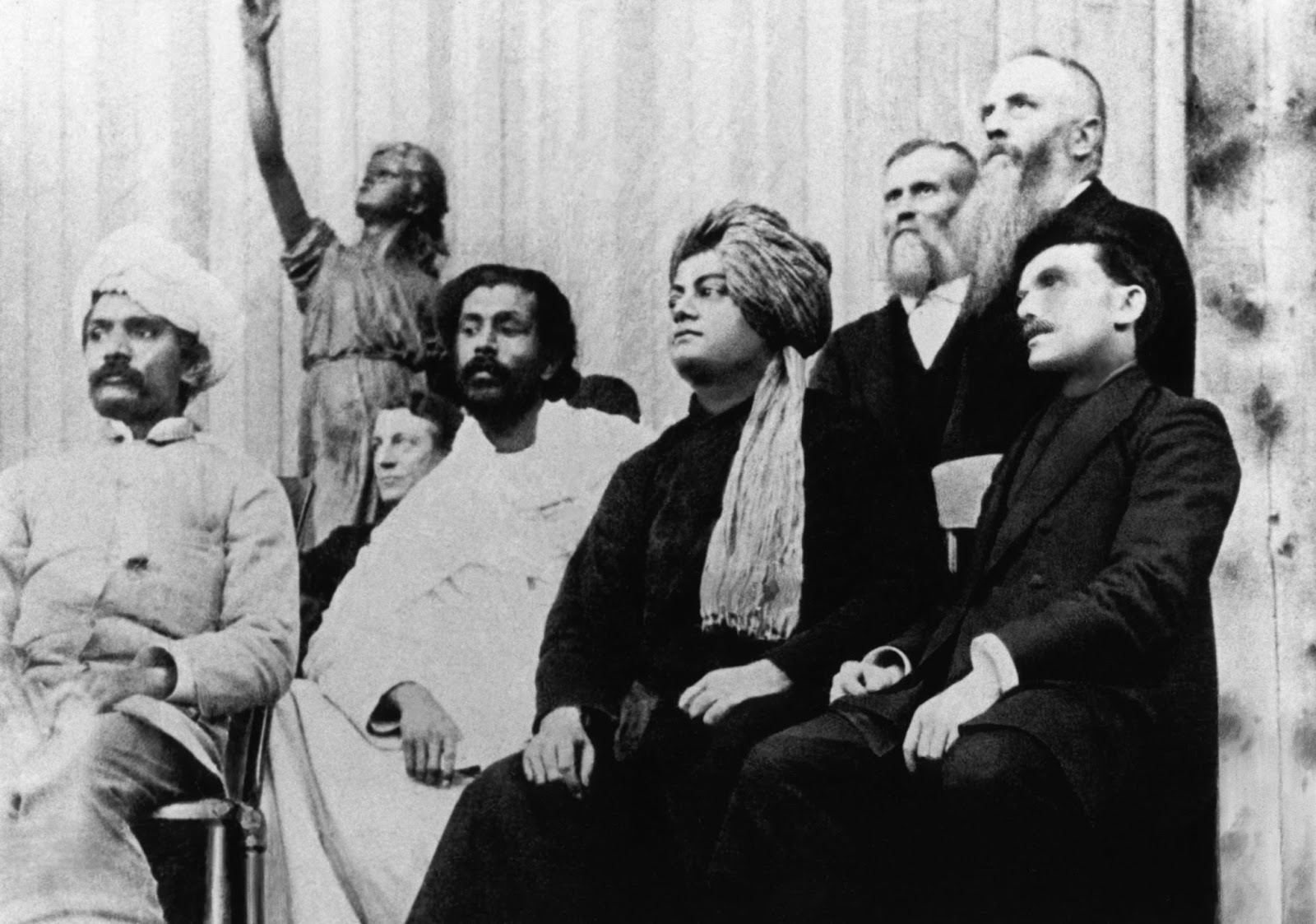
비베카난다 세계 종교 의회 연단에서

또 다른 19세기 힌두 개혁가는 비베카난다였다. 비베카난다는 학생 시절 현대 서양 사상을 공부했다. 그는 라마크리슈나를 만나기 전 잠시 브라흐모 사마지에 합류했는데, 라마크리슈나는 콜카타의 여신 칼리 사원의 사제였으며 그의 구루가 될 인물이었다. 오리엔탈리즘, 영원철학, 보편주의의 영향을 받아 비베카난다는 불이일원론을 재해석하여 힌두 영성의 본질이자 인간 종교성의 발전으로 제시했다. 이 프로젝트는 유니테리언 교회와 협력하여 엄격한 일신교를 전파했던 브라마 사마지의 람 모한 로이로부터 시작되었다. 이러한 재해석은 네오베단타를 낳았는데, 이는 불이일원론과 요가와 같은 수련, 그리고 사회 봉사 개념을 결합하여 비베카난다가 "실용 베단타"라고 부른 금욕주의 전통에서 완벽함을 달성하는 것이었다. 실용적인 측면은 본질적으로 사회 개혁에 참여하는 것을 포함했다.
그는 힌두 영성을 서구화된 청중들에게 지적으로 접근 가능하게 만들었다. 1893년 9월 11일 시카고 세계 종교 의회에서의 그의 유명한 연설은 서구에서 그의 사상에 대한 큰 반향을 불러일으켰고, 그를 서구는 물론 인도에서도 유명한 인물로 만들었다. 그의 영향력은 여전히 비이원론, 뉴에이지, 라마나 마하르시에 대한 숭배와 같은 대중적인 서구 영성에서 찾아볼 수 있다.
비베카난다의 메시지에서 중요한 요소는 내셔널리즘이었다. 그는 자신의 노력을 힌두 국가의 재활성화라는 관점에서 보았으며, 힌두 국가는 힌두 영성을 지니고 서구의 물질주의에 맞설 수 있었다. 서양 문화의 우월성이라는 개념은 힌두 영성에 기반하여 인도 문화에 반대하는 것으로 의문을 제기해야 했다. 이는 오늘날 힌두 내셔널리즘의 주요 영감이 되기도 했다. "비베카난다는 RSS에게 기타와 같다"는 국민 의용단 (RSS)의 가장 존경받는 지도자 중 한 명인 바바사헤브 아프테의 평생의 애창 문구였다. 일부 역사가들은 이것이 초기 독립 운동에 독특한 국민 정체성을 부여하고 유럽 내셔널리즘의 단순한 파생 기능이 되는 것을 막는 데 도움이 되었다고 관찰했다.

## 20세기 힌두 정치와 내셔널리즘의 형성

### 스리 아우로빈도

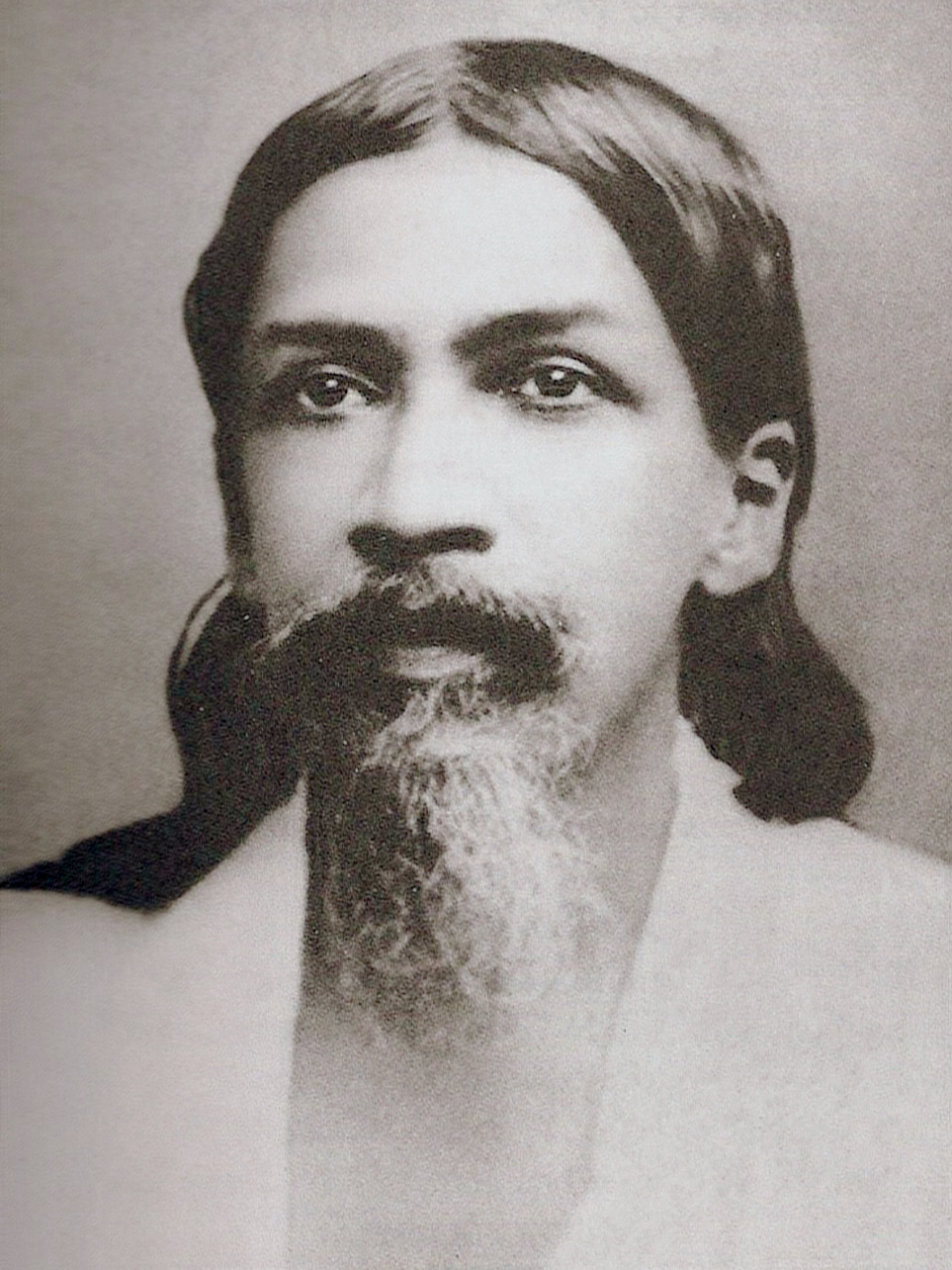
스리 아우로빈도는 인도의 철학자, 요기, 구루, 시인, 그리고 민족주의자였다.

스리 아우로빈도는 민족주의자이자 인도의 완전한 정치적 독립이라는 아이디어를 처음으로 받아들인 사람들 중 한 명이었다. 그는 비베카난다의 글과 반킴 찬드라 차토파디야이의 소설에서 영감을 받았다. 그는 "인도의 자유를 주장하는 근거를 부적절한 통치나 억압이라는 어떤 비난이 아니라 자유에 대한 고유한 권리에 두었다". 그는 국가 발전과 국가 개혁의 주요 필수 조건은 자유롭고 건강한 국가적 사고와 행동의 자유로운 습관이며, 노예 상태에서는 그것이 불가능하다고 믿었다. 그는 인도 독립을 목표로 하는 혁명 단체인 아누실란 사미티의 일원이었다. 그는 불과 4년간의 짧은 정치 경력 동안 1907년 인도 국민회의 회의에 벵골 대표단을 이끌고 참여했으며 혁명 신문인 반데 마타람에 기고했다.
그는 유명한 웃타르파라 연설에서 인도 민족주의 운동의 본질과 목표를 다음과 같이 설명했다.
나는 더 이상 민족주의가 신조, 종교, 신앙이라고 말하지 않는다. 나는 그것이 우리에게 민족주의인 사나탄 다르마라고 말한다. 이 힌두 민족은 사나탄 다르마와 함께 태어났고, 그것과 함께 움직이며 그것과 함께 성장한다. 사나탄 다르마가 쇠퇴하면 민족도 쇠퇴하며, 사나탄 다르마가 소멸할 수 있다면 사나탄 다르마와 함께 소멸할 것이다.

같은 연설에서 그는 힌두교에 대한 포괄적인 관점을 제시했는데, 이는 비르 사바르카르와 딘다얄 우파디야와 같은 후대 힌두 민족주의 이데올로기들이 발전시킨 지리 중심적 관점과는 다르다.
그러나 힌두교란 무엇인가? 우리가 사나탄, 즉 영원하다고 부르는 이 종교는 무엇인가? 이것이 힌두 민족이 지켜왔기 때문에 힌두교인 것뿐이다. 결국 이 반도에서 바다와 히말라야의 격리 속에서 성장했으며, 이 신성하고 고대적인 땅에서 아리안족에게 대대로 보존하도록 맡겨졌기 때문이다.
그러나 그것은 단일 국가의 경계에 갇혀 있지 않으며, 특정하고 영원히 세계의 한정된 부분에 속하지 않는다. 우리가 힌두교라고 부르는 것은 영원한 종교이며, 그것은 다른 모든 종교를 포괄하는 보편적인 종교이기 때문이다. 종교가 보편적이지 않다면 영원할 수 없다. 좁은 종교, 분파적인 종교, 배타적인 종교는 제한된 시간과 제한된 목적만을 위해 살 수 있다. 이것만이 과학적 발견과 철학적 사색을 포함하고 예상함으로써 물질주의를 극복할 수 있는 유일한 종교이다.

1910년, 그는 정치 생활에서 물러나 남은 생애를 영적 수련과 글쓰기에 바쳤다. 그러나 그의 작품은 유명한 치타공 봉기를 포함한 혁명가들과 독립 투쟁에 계속 영감을 주었다. 비베카난다와 스리 아우로빈도는 힌두교의 영성과 유산에서 인도의 자유와 영광에 대한 비전의 토대를 마련한 것으로 평가받는다.

## 독립 운동
1924년 마하트마 간디는 다음과 같이 썼다.
| “ | 이 [기독교인의] 개종은 세상에 평화를 의미하지 않을 것이다. 개종은 인도에 해롭다. 내게 권한이 있고 입법할 수 있다면 나는 분명히 모든 개종을 중단시킬 것이다 ... 나는 기독교 선교사들이 명예로운 예외를 제외하고는 지구상에서 가장 온화하고 문명화된 사람들 중 하나로 여겨지는 사람들을 가난하게 만들고, 약화시키고, 사기를 떨어뜨린 시스템을 적극적으로 지지했다는 말을 해야 해서 고통스럽다. | ” |

힌두 르네상스 운동의 영향은 20세기 전환기에 힌두 문화 민족주의 사상과 인도 내셔널리즘 사상이 합쳐질 정도였다. 두 개념은 종파적 공동체주의와 힌두 다수주의에 명백히 반대하는 경향에 의해서도 동의어로 사용될 수 있었다. 힌두 르네상스 운동은 영국 지배에 대한 혁명 운동에 상당한 영향을 미쳤으며, 20세기 첫 10년에 시작된 투쟁과 정치 운동의 철학적 기반을 형성했다.

### 혁명 운동

#### 아누실란 사미티와 주간타르
아누실란 사미티는 20세기 초 인도에서 가장 저명한 혁명 운동 중 하나였다. 이 단체는 1902년 아우로빈도와 반킴 찬드라의 추종자들이 바가바드 기타의 가르침을 전파하기 위한 문화 단체로 시작되었지만, 곧 사미티의 목표는 인도의 영국 식민 통치를 전복하는 것이 되었다. 사미티의 다양한 지부들이 교외 피트니스 클럽을 가장하여 인도 전역에 생겨났지만, 비밀리에 회원들에게 영국 식민 행정에 대항하여 사용할 목적으로 무기 훈련을 시켰다.
1908년 4월 30일 무자파르푸르에서 두 명의 혁명가, 쿠디람 보스와 프라풀라 차키가 영국 장교 킹스포드를 목표로 영국 호송대에 폭탄을 던졌다. 둘 다 도주하려다 체포되었다. 아우로빈도도 1908년 5월 2일 체포되어 알리포르 감옥으로 보내졌다. 당시 벵골 주지사였던 앤드루 프레이저가 잉글랜드의 민토 경에게 보낸 보고서는 스리 아우로빈도가 1906년 국립대학 교수로 콜카타에 왔지만, "그는 그 이후로 혁명당의 주요 고문이었다. 그가 미칠 수 있는 해악을 막는 것이 무엇보다 중요하다. 왜냐하면 그는 주동자이며 도구를 쉽게 교체할 수 있기 때문이다."라고 선언했다. 그러나 아우로빈도에 대한 혐의는 결코 입증되지 않았고 그는 무죄로 풀려났다. 그룹의 많은 구성원들은 혐의를 받고 유배되어 종신형에 처해졌다. 다른 사람들은 숨어 지냈다.
1910년, 아우로빈도가 정치 생활에서 물러나 수도자의 삶을 살기로 결심하면서 아누실란 사미티는 쇠퇴했다. 재판에서 탈출한 혁명가 중 한 명인 바가 자틴은 주간타르라는 그룹을 시작했다. 주간타르는 식민 정부에 대한 무장 투쟁을 계속했지만, 주요 구성원들의 체포와 이후의 재판으로 인해 그 영향력이 약화되었다. 많은 구성원들이 악명 높은 안다만 세포 감옥에서 종신형을 선고받았다.

#### 인도 하우스
혁명 운동은 1905년 런던에서 샴지 크리슈나바르마, 산스크리트 학자이자 아리아 사마지스트에 의해 인도 하우스라는 이름으로 시작되었다. 이 운동의 배후에는 V. D. 사바르카르가 있었다고 한다. 크리슈나바르마는 또한 월간지 "인도 사회학자"를 발행했는데, 이 잡지에서는 영국 식민 정부에 대한 무장 투쟁의 아이디어를 공개적으로 옹호했다. 이 운동은 런던의 인도 해외 거주자들 사이에서 그 활동으로 잘 알려지게 되었다. 1909년 간디가 런던을 방문했을 때, 그는 혁명가들과 함께 연단에 섰는데, 양측은 폭력 투쟁 채택 문제와 라마야나가 그러한 폭력을 정당화하는지에 대해 정중히 의견 불일치를 보였다. 간디는 젊은 혁명가들의 "애국심"을 존경했지만, 사회 변화를 위한 그들의 "폭력적인 청사진"에 "시끄럽게 반대했다". 반면에 혁명가들은 그의 입헌주의 고수와 인도 국민회의의 온건파 지도자들과의 긴밀한 접촉을 싫어했다. 더욱이, 그들은 그의 "수동적 저항" 방식을 여성스럽고 굴욕적이라고 생각했다.
인도 하우스는 윌리엄 허트 커즌 와일러가 인도 하우스와 가까웠던 혁명가 마단 랄 딩그라에 의해 암살된 후 곧 폐쇄될 위기에 처했다. 사바르카르 또한 혐의를 받고 유배되었다. 샴지 크리슈나바르마는 파리로 도피했다. 인도 하우스는 사바르카르가 그의 저서 '힌두트바'에서 나중에 공식화한 사상에 형성적인 지원을 제공했다. 힌두트바는 인도 독립을 향한 과정에서 중요성을 얻었으며, 사바르카르가 1937년에 회장이 된 정치 정당인 힌두 마하사바의 핵심 이념을 형성했다. 또한 1925년에 설립된 국민 의용단의 민족주의 (Rashtriyatva)라는 완곡한 재표명 아래, 그리고 인도 인민당의 전신인 바라티야 자나 상 (Bharatiya Jana Sangh)의 경우 인도성 (Bharatiyata)이라는 또 다른 완곡한 재표명 아래 핵심 이념을 형성했다.Bharat Prakashan 1955, 24–25쪽 인용 Goyal 1979, 58쪽

### 인도 국민회의

#### 랄-발-팔

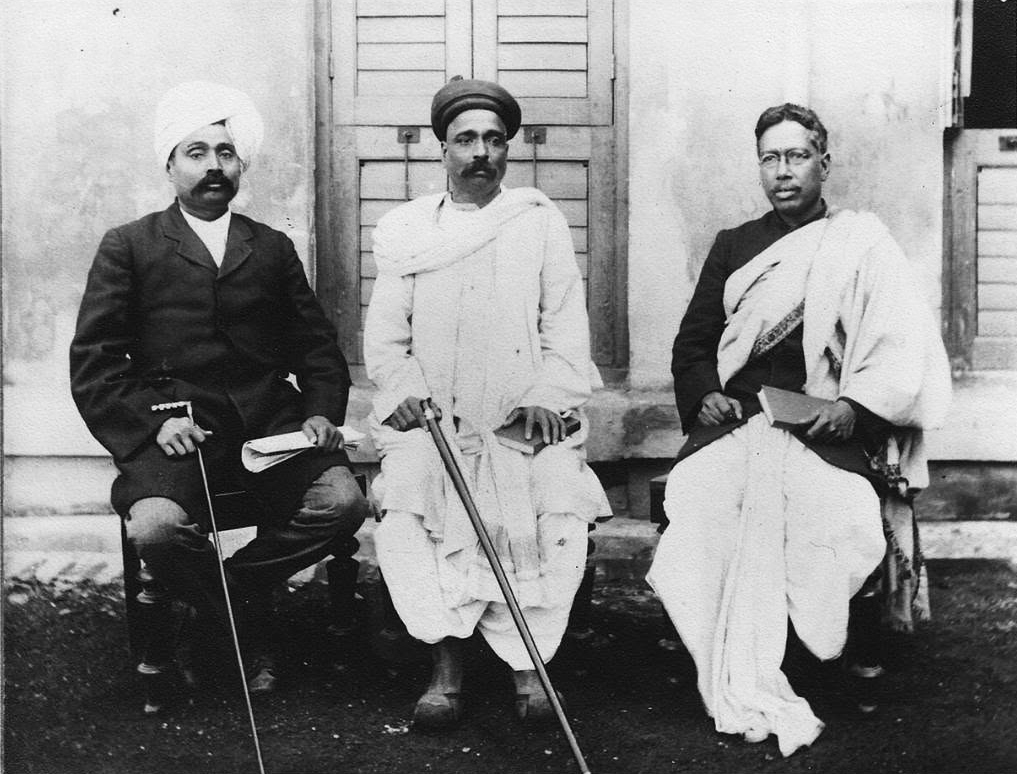
펀자브주 (영국령 인도)의 랄라 라즈파트 라이, 마하라슈트라주의 발 강가다르 틸라크, 그리고 벵골의 비핀 찬드라 팔의 희귀 사진. 이 삼인조는 랄 발 팔로 널리 알려졌으며, 그들은 인도 독립 운동의 정치적 담론을 바꾸었다.

"랄-발-팔"은 20세기 초 인도 민족주의 운동과 독립 투쟁에서 영향력을 행사했던 세 민족주의 지도자 랄라 라즈파트 라이, 발 강가다르 틸라크, 비핀 찬드라 팔을 지칭하는 데 사용되는 문구이다.
랄라 라즈파트 라이는 북부 펀자브 주 출신이었다. 그는 아리아 사마지의 영향을 크게 받았고 힌두 개혁 운동의 일원이었다. 그는 1888년 인도 국민회의에 가입했으며 인도 독립 운동의 저명한 인물이 되었다. 그는 수많은 교육 기관을 설립했다. 그가 시작한 라호르의 국립 대학은 혁명적인 사상의 중심지가 되었고, 바가트 싱과 같은 혁명가들이 공부한 대학이었다. 사이먼 위원회에 반대하는 시위를 이끌던 중, 그는 라티 충돌로 치명상을 입었다. 그의 죽음은 찬드라셰카르 아자드와 바가트 싱과 같은 혁명가들이 랄라 라즈파트 라이의 죽음에 책임이 있다고 믿었던 영국 경찰관 J. P. 손더스를 암살하는 계기가 되었다.
발 강가다르 틸라크는 인도 중부 마하라슈트라 주 출신의 민족주의 지도자였다. 그는 언론과 가네샤 차투르티와 같은 힌두 기념일 및 소와 같은 상징을 사용하여 인도 영국 행정에 대한 불안을 조성한 "인도 불안의 아버지"로 널리 칭송받았다. 틸라크는 1890년에 인도 국민회의에 가입했다. 이러한 지도자들의 영향으로 의회의 정치적 담론은 식민 통치가 "비영국적"이라는 정중한 비난에서 "스와라지(자유 통치)는 나의 생득권이며 나는 그것을 가질 것이다"라는 틸라크의 직설적인 주장으로 바뀌었다.
벵골의 비핀 찬드라 팔은 인도 민족주의 운동의 또 다른 저명한 인물로, 힌두 문화 민족주의를 지지하고 종파적 공동체주의와 힌두 다수주의에 반대했던 현대 힌두 개혁가로 여겨진다. 그는 1886년 인도 국민회의에 가입했으며, 혁명적인 인도 하우스의 핵심 멤버 중 한 명이었다.

#### 간디와 라마라자

마하트마 간디는 자신을 힌두 민족주의자라고 부르지 않았지만, 힌두 다르마와 "라마 라자"의 개념을 설파했다.

마하트마 간디는 자신을 "힌두 민족주의자"라고 부르지 않았지만, 다르마와 같은 개념을 믿고 전파했으며, 자신의 사회 및 정치 철학의 일부로 "라마 라자"(라마 경의 통치) 개념을 도입했다. 간디는 말했다. "정치적 독립이란 영국 하원, 소련의 소비에트 통치, 파시스트 이탈리아 (1922년–1943년)의 파시스트 통치, 나치 독일의 나치 통치를 모방하는 것을 의미하지 않는다. 그들은 그들의 천성에 맞는 시스템을 가지고 있다. 우리는 우리의 천성에 맞는 시스템을 가져야 한다. 그것이 무엇이 될지는 나도 말할 수 없다. 나는 그것을 라마라자, 즉 순수한 도덕적 권위에 기반한 인민의 주권으로 묘사했다."
간디는 "라마 라자"가 그에게 평화와 정의를 의미한다고 강조하며, "라마라자의 고대 이상은 의심할 여지 없이 가장 비천한 시민이라도 복잡하고 값비싼 절차 없이 신속한 정의를 확신할 수 있는 진정한 민주주의 중 하나"라고 덧붙였다. 그는 또한 모든 종교에 대한 존중을 의미한다고 강조했다. "나의 힌두교는 나에게 모든 종교를 존중하도록 가르친다. 여기에 라마라자의 비밀이 있다."
간디는 "라마 라자란 힌두 통치를 의미하는 것이 아니다. 라마 라자란 신의 통치, 즉 하나님의 왕국을 의미한다"고 명확히 했지만, 그의 "라마 라자" 개념은 힌두 내셔널리즘의 주요 개념이 되었다.

#### 마단 모한 말비야
마단 모한 말비야는 교육자이자 인도 국민회의의 정치인이었으며, 바가바드 기타 철학의 열렬한 옹호자였다. 그는 1909년과 1918년에 인도 국민회의의 회장을 지냈다. 그는 의회 내에서 '온건파'로 여겨졌으며 간디와 매우 가깝다고 평가받았다. 그는 문다카 우파니샤드에서 유래한 사티야메바 자야테 ("오직 진리만이 승리한다")라는 산스크리트어 문구를 대중화시켰으며, 이는 오늘날 인도 공화국의 국가 좌우명이다. 그는 1919년에 바나라스 힌두 대학교를 설립하고 초대 부총장이 되었다.

### 케샤브 발리람 헤드게와르

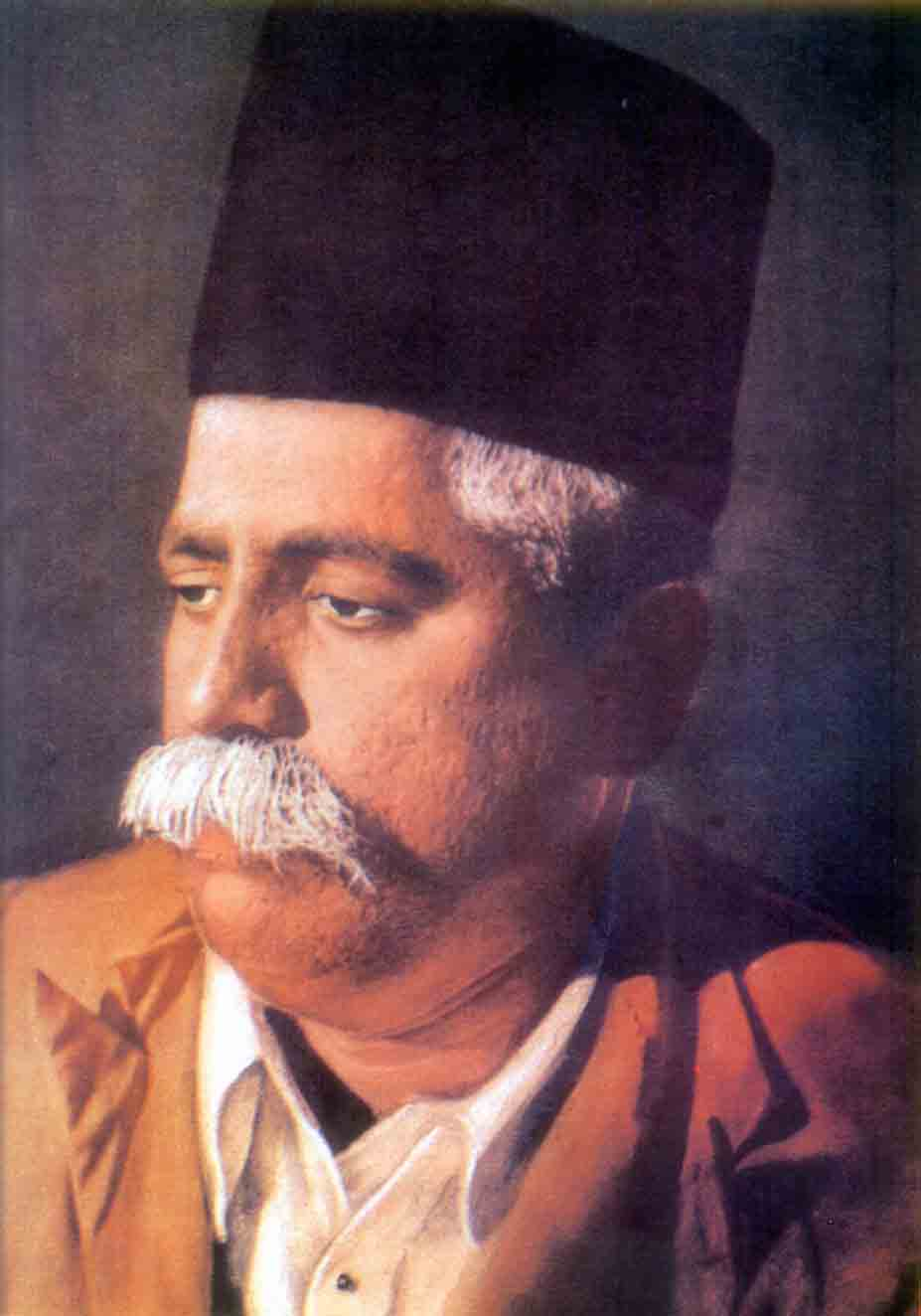
케샤브 발리람 헤드게와르, 국민 의용단의 창립 사르산가찰라크 (또는 "최고 집행자")

힌두 내셔널리즘의 부상에 있어 또 다른 중요한 지도자는 나그푸르 출신의 케샤브 발리람 헤드게와르였다. 헤드게와르는 콜카타에서 의대생 시절 힌두 마하사바, 아누실란 사미티, 주간타르의 혁명 활동에 참여했다. 그는 1921년 영국 행정부에 의해 선동죄로 기소되어 1년형을 살았다. 그는 잠시 인도 국민회의의 일원이었다. 1925년, 그는 의회를 떠나 힌두 마하사바의 지도자 B. S. 문제, 바푸지 소니, 가타테 지 등의 도움으로 국민 의용단 (RSS)을 결성했는데, 이는 독립 인도에서 힌두 운동의 중심이 될 것이었다. 그가 시작한 국민 의용단은 인도 사회 및 정치 영역에서 영향력을 행사하는 가장 저명한 힌두 조직 중 하나가 되었다.
1930년 마하트마 간디가 영국 정부에 대항하여 사티아그라하 운동을 시작했을 때, 헤드게와르는 개인 자격으로 이 운동에 참여했으며, RSS가 공식적으로 자유 운동에 합류하는 것을 허용하지 않았다. RSS는 자신을 정치 정당이 아닌 사회 운동으로 묘사했으며, 인도 독립운동 중 어느 것에서도 중심적인 역할을 하지 않았다. 그러나 RSS는 무슬림과의 협력이라는 의회 정책을 강하게 거부했다. 이후 1934년 의회는 회원들이 RSS, 힌두 마하사바 또는 무슬림 연맹에 가입하는 것을 금지했다.
1940년 헤드게와르 사망 후, M. S. 골왈카르가 조직의 수장이 되었다. RSS는 반영국 활동 참여를 계속 피했는데, 골왈카르는 영국 식민 행정부에 RSS를 금지할 구실을 주지 않으려 했기 때문이었다.:60 무슬림 연맹이 별도의 파키스탄을 요구하는 라호르 결의를 통과시킨 후, RSS는 힌두 국가를 위해 캠페인을 벌였지만, 독립 투쟁에서는 거리를 두었다. 영국 식민 정부가 비공식 조직에서 군사 훈련과 제복 착용을 금지했을 때, 골왈카르는 RSS 군사 부서를 해체했다.:60 RSS는 인도 이탈 운동이나 해군 반란에서 어떠한 역할도 하지 않았다.

## 벵골 힌두 본토 운동
벵골 힌두 본토 운동은 무슬림 연맹이 영국령 인도의 이슬람교도를 위한 본토가 될 파키스탄에 벵골 전역을 포함시키려는 제안과 캠페인을 벌인 후, 1947년 벵골 분할을 통해 인도 내에 자신들만의 본토를 만들고자 한 벵골 힌두인들의 운동을 말한다. 이 운동은 1946년 후반, 특히 위대한 콜카타 학살과 노아칼리 학살 이후 시작되어 1947년 4월에 상당한 추진력을 얻었으며, 결국 1947년 6월 20일 힌두 다수 지역의 입법자들이 분할에 찬성하는 판결을 내리고 벵골 주가 서벵골주와 동파키스탄으로 분리되면서 성공을 거두었다.

## 독립 이후
나투람 고드세에 의한 마하트마 간디의 암살 이후, 상 파리바르는 RSS가 그의 살인에 연루되었다는 비난을 받으면서 곤경에 빠졌다. 공모자들과 암살범 외에 비나야크 다모다르 사바르카르도 체포되었다. 법원은 사바르카르를 무죄로 선고했고, RSS는 공모자들과 완전히 무관한 것으로 밝혀졌다. 고드세가 회원이었던 힌두 마하사바는 회원 수와 인기가 줄어들었다. 대중의 분노는 힌두 마하사바에 영구적인 영향을 미쳤다.

### 국민 의용단
1925년에 시작된 국민 의용단은 영국 통치가 끝나갈 무렵에 성장했다. 1948년 1월, 마하트마 간디는 전 RSS 회원이던 나투람 고드세에게 암살당했다. 암살 이후, RSS의 많은 저명한 지도자들이 체포되었고, RSS는 1948년 2월 4일 당시 내무부 장관 파텔에 의해 조직으로서 금지되었다. 암살과 관련된 법정 소송에서 고드세는 1946년에 조직을 떠났다고 주장하기 시작했다. 당시 인도 부총리 겸 내무부 장관인 발라브바이 파텔은 "RSS 사람들이 간디 사망 후 기쁨을 표하고 사탕을 나눠줬다"고 언급했다.
고소된 RSS 지도자들은 인도 최고재판소에 의해 공모 혐의에서 무죄로 풀려났다. 1948년 8월 석방된 후, 골왈카르는 자와할랄 네루 총리에게 RSS에 대한 금지 해제를 요청하는 편지를 썼다. 네루가 이 문제가 내무부 장관의 책임이라고 답하자, 골왈카르는 발라브바이 파텔과 이 문제에 대해 상의했다. 파텔은 RSS가 공식적인 서면 헌법을 채택하고 공개할 것을 절대적인 선제 조건으로 요구했는데, 파텔은 RSS가 인도의 헌법에 대한 충성을 맹세하고, 인도의 국기로 국기를 수용하며, 조직 수장의 권한을 정의하고, 내부 선거를 통해 조직을 민주화하며, 미성년자를 운동에 등록하기 전에 부모의 승인을 받고, 폭력과 비밀주의를 포기할 것을 기대했다.:28
골왈카르는 이러한 요구에 반대하는 시위를 시작했고, 이로 인해 다시 투옥되었다. 나중에 RSS를 위한 헌법이 초안되었지만, 이는 처음에는 파텔의 어떤 요구도 충족시키지 못했다. 다시 시위를 시도했지만 실패한 후, 결국 RSS의 헌법은 조직의 수장 선출 절차와 미성년자 등록 절차를 제외하고는 파텔의 희망에 따라 수정되었다. 그러나 헌법에 명시된 조직의 내부 민주주의는 '사문화'된 채로 남았다.
1949년 7월 11일, 인도 정부는 RSS 지도자 골왈카르가 RSS 헌법에 인도의 헌법에 대한 충성과 인도의 국기에 대한 수용 및 존중을 더욱 명확히 할 것을 약속함에 따라 RSS에 대한 금지를 해제한다는 공고를 발표했다.Curran, Jean A. (1950년 5월 17일). 《The RSS: Militant Hinduism》. 《Far Eastern Survey》 19. 93–98쪽. doi:10.2307/3023941. JSTOR 3023941.</ref>:60
금지령이 해제된 후 RSS는 활동을 재개했다. 1960년대에는 RSS 자원봉사자들이 다양한 사회 및 정치 운동에 참여했다. 자원봉사자들의 많은 참여를 보인 운동으로는 저명한 간디주의자 비노바 바베가 이끈 토지 개혁 운동인 부단과 또 다른 간디주의자 자야프라카시 나라얀이 이끈 사르보다야가 있었다. RSS가 지원하는 노동조합인 인도 노동자 연맹과 정치 정당인 인도 인민당도 이 10년 말까지 상당한 영향력을 갖게 되었다.
또 다른 중요한 발전은 비슈바 힌두 파리샤드 (VHP)의 결성이었는데, 이는 RSS의 지원을 받아 다양한 힌두 종파를 통합하고 사회 개혁을 주도하기 위한 힌두 종교 지도자들의 조직이었다. 뭄바이에서 열린 첫 VHP 회의에는 다른 샹카라차리아들과 자이나교 지도자들, 시크교 지도자 마스터 타라 싱 말호트라, 달라이 라마 그리고 스와미 친마야난다와 같은 현대 힌두 지도자들이 참석했다. 초기부터 VHP는 불가촉천민 제도와 카스트 제도의 사회적 악에 대해 일치된 공격을 가하는 동시에, 특히 지정 카스트, 후진 계급, 부족민들을 위해 교육 및 건강 관리 분야에서 사회 복지 프로그램을 시작했다.
RSS 자원봉사자들이 시작하고 지원하는 조직들은 총체적으로 상 파리바르로 알려지게 되었다. 다음 몇십 년 동안 상 파리바르의 영향력은 인도 사회 및 정치 영역에서 꾸준히 성장했다.

### 아요디아 분쟁
아요디아 분쟁(힌디어: अयोध्या विवाद)은 인도의 정치적, 역사적, 사회종교적 논쟁으로, 우타르프라데시주 아요디아 지역의 아요디아 시에 있는 토지에 집중되어 있다. 주요 쟁점은 전통적으로 힌두 신 라마의 탄생지로 여겨지는 장소에 대한 접근, 해당 장소의 바브리 모스크의 역사와 위치, 그리고 이전에 힌두 사원이 파괴되었는지 또는 모스크를 만들기 위해 변경되었는지 여부이다.

### 성적 소수자 및 젠더 소수자
서구 세계의 보수 정당 성향과는 달리, BJP는 여성 및 성소수자와 같은 성소수자들의 지지를 받아왔다. 이 당은 여성 지지를 위한 일련의 선동과 여성 의사 강간 및 살해에 대한 시위를 후원하는 데 영향력을 행사했으며, 이 운동은 "밤을 되찾다"라고 불렸다.

## 힌두트바와 힌두 라슈트라

### 사르카르
베노이 쿠마르 사르카르 교수는 힌두 라슈트라(Hindu Rastra)라는 용어를 만들었다. 그의 저서 <힌두 라슈트라의 건설>(Building of Hindu Rastra, 힌두 라슈트라의 구성)에서 힌두 국가의 구조와 힌두 국가의 사회-경제 및 정치 시스템에 대한 지침을 제시했다. 그는 힌두 라슈트라의 선구적인 이데올로그로 여겨진다. 많은 사람들은 그의 철학을 '사르카르주의'로 식별한다.
이 주제에 대한 그의 저작은 거의 3만 페이지에 달했다. 그의 출판물 전체 목록은 반디오파디야이의 저서 <베노이 쿠마르 사르카르의 정치 사상>에 수록되어 있다.
- 1914/1921 <힌두 사회학의 긍정적 배경>(The Positive Background of Hindu Sociology)[90]
- 1916 <세계 강대국으로서의 힌두 문화의 시작 (서기 300-600년)>(The beginning of Hindu culture as world-power (A.D. 300-600))[91]
- 1916 <힌두인의 눈으로 본 중국 종교>(Chinese Religion Through Hindu Eyes)[92]
- 1918 <정밀 과학에서의 힌두인의 업적: 과학 발전사 연구>(Hindu achievements in exact science a study in the history of scientific development)[93]

1919년, 그는 <미국 정치학 평론>에 기고한 연구에서 코틸랴, 마누, 슈크라와 같은 사상가들과 마하바라타의 텍스트를 바탕으로 "힌두 국제 관계 이론"을 제시했다. 1921년, 그는 <정치학 계간지>에 "힌두 국가 이론"을 제시하는 연구를 저술했다. 배리 부잔과 아미타브 아차리야에 따르면, 사르카르의 작품은 "인도인이 국제 관계에 기여한 최초의 주요 작품이자, 비서구권의 토착 국제 관계 이론을 개발하려는 최초의 현대적 노력 중 하나"일 수 있다.

### 사바르카르

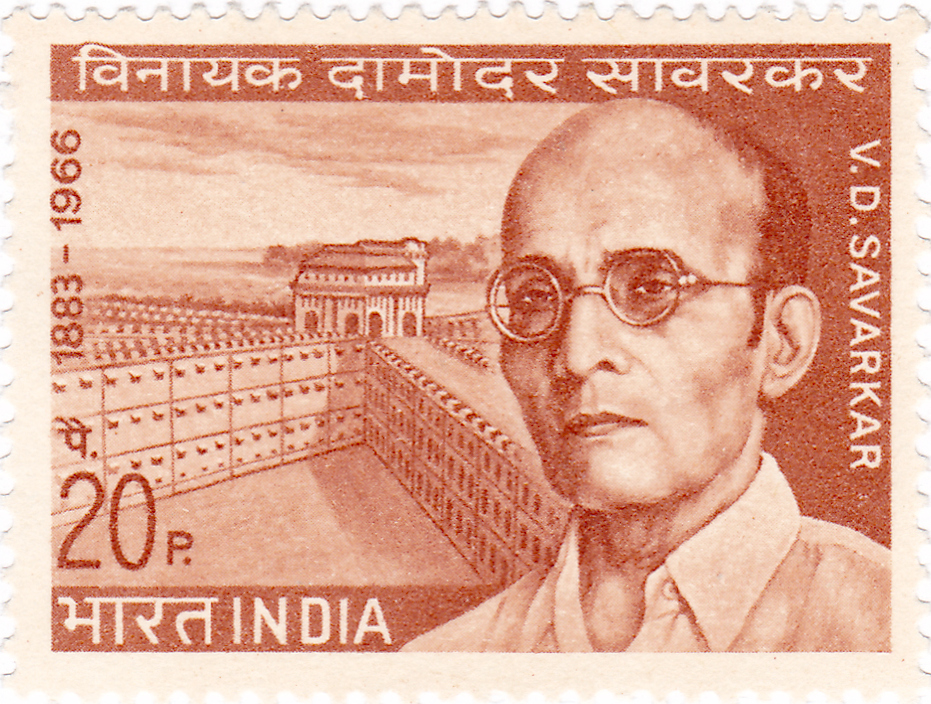
힌두트바 철학을 정립한 비르 사바르카르, 1970년 인도 우표

사바르카르는 20세기 초 "힌두"라는 용어를 힌두트바, 즉 힌두성이라는 자신의 용어로 명확하게 정의하려 시도한 최초의 인물 중 한 명이었다. "힌두트바"라는 용어를 만들면서 사바르카르는 이 용어에서 종교적인 의미를 분리하려 노력했다. 그는 힌두라는 단어를 "인도를 조국이자 성지로 여기는 사람"으로 정의했다. 따라서 그는 힌두트바("힌두성") 또는 힌두를 힌두교와는 다른 것으로 정의했다. 이 정의는 아브라함 종교 (유대교, 기독교, 이슬람교)를 그 범위에서 제외하고, 토착 종교 교파만을 힌두교로 간주했다.
이러한 구분은 종교적 관행보다는 영토적 충성을 기반으로 강조되었다. 킬라파트 운동과 이후의 말라바르 반란을 배경으로 쓰여진 이 책에서 사바르카르는 "그들 [무슬림과 기독교인]의 성지는 아라비아나 팔레스타인에 멀리 떨어져 있다. 그들의 신화와 신성한 인물, 사상과 영웅은 이 땅의 자녀가 아니다. 결과적으로 그들의 이름과 그들의 시각은 외국적인 기원을 풍긴다. 그들의 사랑은 분열되어 있다"고 썼다.
사바르카르는 힌두트바는 힌두교와 같은 것이 아니며 종교나 의식에 관한 것이 아니라 인도의 국민적 특성의 기초임을 분명히 했다.
사바르카르는 또한 힌두 라슈트라 ({{번역된 문서}} 틀은 문서 본문에 추가하는 틀이 아닙니다. 문서의 토론 문서에 부착해 주십시오.) 개념을 정의했다. 힌두 정치 개념은 힌두 민족과 그들의 문화를 보호할 것을 요구했으며, 정치 및 경제 시스템이 서양에서 차용한 개념이 아닌 토착 사상에 기반해야 함을 강조했다.

### 묵허지

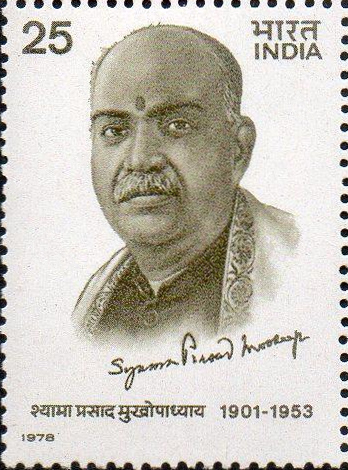
힌두 민족주의 바라티야 자나 상을 창립한 샤마 프라사드 묵허지, 1978년 인도 우표

묵허지는 민족주의 인도 인민당의 전신인 바라티야 자나 상 당의 창립자였다. 묵허지는 네루가 파키스탄 총리를 초청하고 양국에서 소수자 위원회를 설립하고 소수자 권리를 보장하는 공동 협약에 대해 단호히 반대했다. 그는 동파키스탄에서 종교적 억압과 국가가 지원하는 폭력을 두려워하며 국가를 떠난 수백만 힌두 난민들의 끔찍한 유입에 대해 파키스탄에 직접 책임을 물어야 한다고 주장했다.
RSS의 골왈카르와 상의한 후, 묵허지는 1951년 10월 21일 델리에서 바라티야 자나 상을 창립하고 초대 총재가 되었다. BJS는 이념적으로 국민 의용단과 가깝고 널리 힌두 내셔널리즘의 정치적 무기로 여겨졌다. 이 당은 인도의 무슬림에 대한 유화 정책에 반대했다. BJS는 또한 힌두교도와 무슬림 모두에게 적용되는 통일 민법전을 지지했고, 소 도살을 금지하며 무슬림 다수 주였던 잠무 카슈미르에 주어진 특별 지위를 폐지하기를 원했다. BJS는 인도의 힌두 다수파의 더 넓은 정치적 표현이 된 힌두트바 의제를 창립했다.
묵허지는 인도 국민회의가 카슈미르에 자체 국기와 총리를 포함한 특별 지위를 부여하기로 한 결정에 반대했다. 의회 결정에 따르면 인도 대통령을 포함한 누구도 카슈미르의 총리의 허가 없이는 카슈미르에 들어갈 수 없었다. 이 결정에 반대하여 그는 1953년 5월 11일 카슈미르에 들어갔다. 그 후 그는 체포되어 황폐한 집에 수감되었다. 샤마 프라사드는 건성 흉막염과 관상동맥 질환을 앓았으며, 체포된 지 한 달 반 만에 그로 인한 합병증으로 병원에 입원했다. 그는 페니실린 알레르기가 있다고 담당 의사에게 알렸음에도 불구하고 페니실린을 투여받았고, 1953년 6월 23일에 사망했다. 묵허지의 죽음은 나중에 네루가 허가 제도, 사다르-에-리아야사트 직위, 그리고 잠무 카슈미르 총리 직위를 없애도록 강요했다.
묵허지는 RSS와 관련이 없었지만, RSS와 비슈바 힌두 파리샤드 회원 및 지지자들로부터 널리 존경받는다.

### 골왈카르
M. S. 골왈카르, 국민 의용단 (RSS)의 두 번째 수장은 그의 저서 <사고의 묶음>에서 "힌두"라는 용어의 비종교적, 영토적 충성 기반 정의를 더욱 발전시켰다. 힌두트바와 힌두 라슈트라는 골왈카르의 이념과 RSS의 이념의 기초를 형성할 것이었다.
종교다원주의를 강조하면서도, 골왈카르는 셈족의 일신교와 배타주의가 토착 힌두 문화와 양립할 수 없으며 반대된다고 믿었다. 그는 썼다.
그러한 교리(이슬람교와 기독교)는 단 하나의 예언자, 단 하나의 경전, 단 하나의 신만을 가지고 있으며, 그 외에는 인간의 영혼을 위한 구원의 길이 없다. 그러한 명제의 부조리함을 보는 데는 큰 지능이 필요하지 않다.

 그는 덧붙였다.
이 땅의 국민적 전통에 관한 한, 그것은 숭배 방식의 변화로 개인이 이 땅의 아들이 아니게 되고 이방인으로 취급되어야 한다고 결코 여기지 않는다. 이곳, 이 땅에서는 신을 어떤 이름으로 부르든 아무런 반대가 있을 수 없다. 이 땅에는 모든 신앙과 종교적 신념에 대한 사랑과 존경이 뿌리 박혀 있다. 다른 신앙에 대해 편협한 자는 결코 이 땅의 아들이 될 수 없다.

그는 또한 영토적 충성에 대한 사바르카르의 견해에 공감했지만, 어느 정도 포괄성을 가지고 "그러므로 우리의 무슬림과 기독교인 동료 시민들에게 기대되는 것은 '종교적 소수'라는 생각과 그들의 이국적인 정신적 복합성을 버리고 이 땅의 공통된 국가 흐름에 합류하는 것뿐이다"라고 썼다.
마하트마 간디의 암살 이후, 골왈카르와 힌두 마하사바의 고위 지도자들인 샤마 프라사드 무카르지 등은 자나 상이라는 새로운 정당을 창립했으며, 힌두 마하사바 회원 다수가 자나 상에 가입했다.

### 딘다얄 우파디야야
또 다른 RSS 이데올로그인 딘다얄 우파디야야는 1965년 4월 22일부터 25일까지 뭄바이에서 행한 네 번의 강의 형태로 이전 바라티야 자나 상의 정치 철학인 통합 인본주의를 제시했는데, 이는 공산주의와 자본주의 모두를 사회 경제적 해방의 수단으로 거부하는 제3의 길을 제시하려는 시도였다.

### 현대적 묘사
RSS의 후대 사상가들, 예를 들어 H. V. 셰샤드리와 K. S. 라오는 "힌두 라슈트라"라는 단어의 비신정적 성격을 강조했는데, 이 단어는 종종 부적절하게 번역되고, 잘못 해석되며, 신정 국가로 잘못 고정관념화되었다고 그들은 믿었다. RSS의 고위 지도자인 H. V. 셰샤드리는 한 책에서 다음과 같이 썼다. "힌두 라슈트라는 종교적 개념이 아니므로 정치적 개념도 아니다. 이는 일반적으로 신정 국가 또는 종교적 힌두 국가로 오해된다. 국가(Rashtra)와 정부(Rajya)는 완전히 다르며 결코 혼동되어서는 안 된다. 정부는 순전히 정치적 개념이다. 정치적 권위가 사람에서 사람으로 또는 당에서 당으로 이동함에 따라 정부는 변한다. 그러나 국가의 인민은 동일하게 유지된다. 그들은 힌두 라슈트라 개념이 세속주의와 민주주의의 원칙과 완전히 일치한다고 주장할 것이다.
"힌두트바" 개념은 RSS와 인도 인민당 (BJP)과 같은 정치 정당들에 의해 계속해서 지지되고 있다. 그러나 이 정의는 사바르카르가 정한 "성지" 개념에 대한 동일한 경직성을 가지지 않으며, 포괄성과 애국심을 강조한다. BJP 지도자 아탈 비하리 바지파이는 1998년 힌두트바의 "성지" 개념을 다음과 같이 설명했다. "메카는 무슬림에게 여전히 신성할 수 있지만 인도는 그들에게 성지보다 더 신성해야 한다. 당신은 모스크에 가서 나마즈를 드릴 수 있고, 라마단 금식을 지킬 수 있다. 우리는 아무런 문제가 없다. 그러나 메카나 이슬람과 인도 중 하나를 선택해야 한다면 인도를 선택해야 한다. 모든 무슬림은 이런 감정을 가져야 한다: 우리는 이 나라를 위해서만 살고 죽을 것이다."
1995년 획기적인 판결에서 인도 최고재판소는 "통상적으로 힌두트바는 생활 방식 또는 정신 상태로 이해되며, 종교적 힌두 근본주의와 동일시되거나 그렇게 이해되어서는 안 된다. 힌두교인은 힌두교인으로서의 정체성을 잃지 않고 비힌두교를 받아들일 수 있으며, 힌두교인은 종합적으로 생각하고 다른 형태의 숭배, 낯선 신, 다른 교리를 잘못되거나 반대되는 것이 아니라 부적절한 것으로 간주하는 경향이 있으므로, 가장 높은 신성한 힘들이 세계와 인류의 안녕을 위해 서로를 보완한다고 믿는 경향이 있다."고 판시했다.

## 네팔의 힌두 라슈트라 운동
2008년, 네팔은 마오이스트 주도의 1996년-2006년 네팔 내전과 뒤이은 2006년 네팔 혁명으로 인해 네팔의 군주제가 폐지된 후 세속 국가로 선포되었다. 세속 공화국이 되기 전, 네팔 왕국은 힌두교를 국교로 하는 세계 유일의 국가였다. 이후 네팔 국민민주당은 군주제 지지와 힌두 국가 재건을 위해 헌법을 변경했다. 2015년 12월, 카트만두에서 친힌두, 친군주제 시위가 열렸다. 네팔 연합 공산당 (마오이스트) 의장 프라찬다는 무슬림이 국가에 의해 억압받고 있다고 주장하며, 2008년 네팔 제헌의회 선거에서 당이 테라이 지역에서 손실을 입었기 때문에 무슬림 해방 전선의 무슬림 군중에게 무슬림에게 특별한 권리를 부여하여 공동체를 달래고 무슬림 지지를 얻겠다고 약속했다. 그러나 2015년 네팔 국민민주당의 "힌두 라슈트라" 캠페인 동안 네팔 무슬림 단체들은 네팔이 "힌두 라슈트라"(힌두 국가)가 되어야 한다고 요구했는데, 그들은 세속적인 헌법에 비해 "안전하다고 느낄 것"이라고 주장했다. 네팔 무슬림 단체들은 또한 모든 다른 신앙에 대한 개종을 조장하는 네팔 내 기독교의 영향력 증대가 모든 종교가 보호받는 힌두 국가 정체성을 네팔이 가져야 하는 이유라고 언급했다. 무슬림 라슈트라와디 만치 네팔간지의 의장인 무슬림 지도자 바부 칸 파탄은 힌두 라슈트라 캠페인을 지지하며 방케 지구의 무슬림 시민 중 80%가 힌두 국가 복원을 지지한다고 주장했다. 그는 네팔의 힌두 국가 지지에 대해 다음과 같이 해명했다.
나라를 세속 국가로 바꾸는 것은 무슬림과 힌두인들 사이의 오랜 단결을 깨려는 음모에 불과하다. 따라서 동료 시민들이 종교적 관용을 가지고 살 수 있도록 국가의 옛 힌두 국가 정체성을 회복하는 것 외에는 대안이 없다. 우리는 세속적 정체성이 필요 없으며, 모든 사람의 안전과 평화를 보장하는 힌두 국가라고 불리는 나라를 보고 싶다. 우리는 네팔 무슬림이며, 이 땅의 무슬림이라는 우리의 독특한 문화를 자랑스럽게 생각한다. 모든 것이 잘 진행되고 있었는데, 정치인들의 갑작스런 국가를 세속 국가로 선포하는 결정에 의해 기습을 당했다. 이는 분명히 그들이 외세의 사주를 받아 행동했기 때문에 개탄스러운 일이다.

2017년 네팔 총선을 위한 당 강령을 발표하면서 친힌두 네팔 국민민주당의 카말 타파 의장은 힌두 국가 건설만이 국민 통합과 안정의 유일한 수단이라고 밝혔다. 그는 국가의 세속화가 일반 대중의 참여 없이 이루어졌으므로 이 문제에 대한 국민 투표가 필요하다고 말했다. 또한 타파 의장은 네팔을 세속 공화국으로 전환한 것은 네팔의 국민 정체성을 약화시키려는 조직적인 시도였으며, 종교 개종은 토착민과 달리트 공동체에 심각한 영향을 미쳤다고 주장했다. 네팔 국민민주당은 종교의 자유가 보장되는 힌두 국가를 지지한다고 밝혔고, 2017년 3월 19일 그러한 내용의 헌법 개정안을 제출했다.
2020년 11월 30일, 카트만두에서 친힌두 및 친군주제 시위가 열렸다. 포카라와 부트왈과 같은 다른 주요 도시에서도 유사한 시위가 열렸다.
2020년 12월 4일, 마이티가르에서 대규모 시위가 열려 나야 바네스워에서 입헌군주제가 있는 힌두 국가의 복원을 요구하며 끝났다. 시위대들은 국기를 들고 현대 네팔의 건국의 아버지인 프리트비 나라얀 샤 국왕의 포스터를 들고 힌두 국가를 지지하는 구호를 외쳤다. 시위대들은 힌두 국가가 국민 통합과 국민 복지의 수단이라고 주장했다. 이 시위는 가장 큰 친군주제 시위 중 하나로 간주된다.
2021년 1월 11일, 카트만두에서 군주제와 함께 힌두 국가 복원을 요구하는 대규모 시위가 열렸다. 경찰이 총리실 주변에서 시위대에게 곤봉을 휘둘러 시위대들이 돌과 막대기로 맞섰다. 2021년 8월에는 전 네팔 육군 장군 룩만구드 카타왈이 이끄는 유사한 시위도 관찰되었다.

## 같이 보기
- 아칸드 바라트
- 인도의 민족 관계
- 힌두 혁명
- 인도의 힌두교
- 인도의 역사 (1947년-현재)
- 인도중심주의
- 힌두 민족주의 정당 목록
- 힌두 조직 목록
- 인도의 종교
- 인도의 종교적 폭력
- 잠무 카슈미르의 특별 지위 철회
- 사프란 테러

## =인용
1. ↑  Jain, Girilal (1994). 《The Hindu Phenomenon》. New Delhi: UBS Publishers' Distributors. ISBN 978-81-86112-32-8.
2. 1 2  Chatterjee Partha (1986)
3. 1 2 3 4 5 6 7 8  Peter van der Veer, Hartmut Lehmann, Nation and religion: perspectives on Europe and Asia, Princeton University Press, 1999 p. 90
4. 1 2  Li Narangoa, R. B. Cribb Imperial Japan and National Identities in Asia, 1895–1945, Published by Routledge, 2003 p. 78
5. 1 2 3 4 5 6 7 8  Bhatt, Chetan, Hindu Nationalism: Origins, Ideologies and Modern Myths, Berg Publishers (2001), ISBN 978-1-85973-348-6. P. 55
6. 1 2  Vidya Dhar Mahajan; Savitri Mahajan (1971). 《Constitutional history of India, including the nationalist movement》 6판. Delhi: S. Chand. 27–38쪽.
7. 1 2 3  “Hindutva is not the same as Hinduism said Savarkar”. 《The Telegraph》. 2019년 8월 22일에 확인함.
8. ↑  Leidig, Eviane (2020년 5월 26일). 《Hindutva as a variant of right-wing extremism》. 《Patterns of Prejudice》 54. 215–237쪽. doi:10.1080/0031322X.2020.1759861. hdl:10852/84144. ISSN 0031-322X. S2CID 221839031.
9. ↑  Patnaik, Prabhat (1993). 《The Fascism of Our Times》. 《Social Scientist》 21. 69–77쪽. doi:10.2307/3517631. ISSN 0970-0293. JSTOR 3517631.
10. ↑  Bhatt, Chetan; Mukta, Parita (2000년 1월 1일). 《Hindutva in the West: mapping the antinomies of diaspora nationalism》. 《Ethnic and Racial Studies》 23. 407–441쪽. doi:10.1080/014198700328935. ISSN 0141-9870. S2CID 143287533.
11. ↑  앤서니 파렐 (2000). 《Gandhi, Freedom, and Self-rule》. Lexington Books. 133쪽. ISBN 978-0-7391-0137-7. The agendas of Hindutva though strong on the issues of self - identity and self - definition, have tended to be separatist.
12. ↑  싯다르트 바라다라잔 (2002). 《Gujarat, the Making of a Tragedy》. Penguin Books. 20쪽. ISBN 978-0-14-302901-4.
13. ↑  “Frontline.in”. 《www.frontline.in》. 2021년 9월 2일에 확인함.
14. 1 2  On Understanding Islam: Selected Studies, By Wilfred Cantwell Smith, Published by Walter de Gruyter, 1981, ISBN 978-90-279-3448-2
15. ↑  William Gould (2004년 4월 15일). 《Hindu Nationalism and the Language of Politics in Late Colonial India》. Cambridge University Press. 3쪽. ISBN 978-1-139-45195-6.
16. ↑  
힌두트바의 주요 지지자 중 하나인 국민 의용단은 힌두라는 용어가 문화적 의미를 가진다고 밝혔다. "RSS의 신념과 헌법에서 힌두라는 용어는 문화적, 문명적 개념이며 정치적 또는 종교적 교리가 아니다. 문화적 개념으로서 이 용어는 시크교, 불교, 자이나교, 이슬람교, 기독교, 파르시교를 포함하여 항상 모든 사람을 포괄했다. RSS의 신념에서 인도의 문화적 국적은 힌두이며, 이슬람교도, 기독교도, 파르시교도를 포함하여 바랏을 모국으로 태어나고 채택한 모든 사람을 포괄한다. 응답하는 협회는 이것이 단지 RSS의 신념일 뿐만 아니라, 이슬람교도, 기독교도, 파르시교도 또한 종교적으로는 그렇지 않지만 문화적으로는 힌두라는 역사적 사실임을 제출한다." 불법 활동 (방지) 법 1967에 따라 RSS 사건을 심리하기 위해 구성된 재판소에 대한 RSS 사무총장의 답변을 인용, Organiser, 1993년 6월 6일
17. ↑  《An Atlas and Survey of South Asian History》. M.E.Sharpe. 54쪽. ISBN 978-0-7656-3757-4.
18. ↑  Chanddra Mauli Mani (2009). 《A Journey through India's Past (Great Hindu Kings after Harshavardhana)》. Northern Book Centre. 73쪽. ISBN 978-81-7211-256-1.
19. ↑  Meera Kosambi (2000). 《Intersections: Socio-cultural Trends in Maharashtra》. Orient Blackswan. 59쪽. ISBN 978-81-250-1878-0.
20. ↑  Bidyut Chakrabarty; Bhuwan Kumar Jha (2019). 《Hindu Nationalism in India: Ideology and Politics》. Routledge. 67쪽. ISBN 978-1-000-75399-8.
21. ↑  나라하리나트, 요기; 아차리야, 바부람 (2014). 《Badamaharaj Prithivi Narayan Shah ko Divya Upadesh》 2014 Reprint판. Kathmandu: Shree Krishna Acharya. 4, 5쪽. ISBN 978-99933-912-1-0.
22. 1 2 3  《Harka Gurung》, Nepjol
23. ↑  Dharam Vir 1988, 65쪽.
24. ↑  Borgström 1980, 11쪽.
25. 1 2 3 4 5  Pradhan 2012, 7쪽.
26. ↑  Stiller, L. F. (1993). Nepal: Growth of a Nation. Human Resources Development Research Center, Kathmandu.
27. ↑  Hofer, Andras (1979). 《The Caste Hierarchy and the State of Nepal: A Study of the Muluki Ain of 1854》. Universitatsverlag Wagner.
28. ↑  Guneratne, Arjun (2002). 《Many Tongues, One People: The Making of Tharu Identity in Nepal》. Cornell University Press. ISBN 978-0-8014-8728-6.
29. 1 2  Skinner, Pach III & Holland 1998, 293쪽.
30. ↑  Dharam Vir 1988, 57–58쪽.
31. ↑  Kara 2012, 275쪽.
32. ↑  Dharam Vir 1988, 55쪽.
33. ↑  Stone 1988, 9쪽.
34. ↑  Glory of Indian Culture, p.40, Giriraj Shah Satya Pal Ruhela – 2003
35. ↑  Thomas R. Metcalf, A Concise History of India, Cambridge University Press, 2002
36. ↑  Bhagat Singh, Why I am an atheist, Selected Writings of Shaheed Bhagat Singh by Bhagat Singh, Shiv Verma, National Book Centre, 1986
37. ↑  Michael Francis O'Dwyer, India as I knew it, 1885–1925, Published by Constable, 1926
38. 1 2 3  King 2002.
39. 1 2 3  William Theodore De Bary, Stephen N Hay, Sources of Indian Tradition, Published by Motilal Banarsidass Publisher, 1988, ISBN 81-208-0467-8
40. 1 2  Peter Heehs, Religious nationalism and beyond, August 2004
41. ↑  Elleke Boehmer, Empire, the National, and the Postcolonial, 1890–1920: Resistance in Interaction
Published by Oxford University Press, 2005, ISBN 0-19-818445-X, 9780198184454
42. ↑  Manini Chatterjee, Do and Die: The Chittagong Uprising, 1930–34, Published by Penguin Books, 1999
43. ↑  Gandhi. 《The Collected Works of Mahatma Gandhi》 (미국 영어) XXIV. 476쪽.
44. ↑  Gandhi (1999). 《The Collected Works of Mahatma Gandhi (Electronic Book)》 (PDF) 28. New Delhi: Publications Division Government of India. 388쪽. 2023년 4월 6일에 원본 문서 (PDF)에서 보존된 문서. 2024년 2월 12일에 확인함.
45. ↑  By J. C. Johari, Voices of Indian Freedom Movement, Published by Akashdeep Pub. House
46. 1 2  Arun Chandra Guha Aurobindo and Jugantar, Published by Sahitya Sansad, 1970
47. 1 2  Anthony Parel, Hind Swaraj and other writings By Gandhi, Published by Cambridge University Press, 1997, ISBN 978-0-521-57431-0
48. ↑  Manfred B. Steger, Gandhi's dilemma: nonviolent principles and nationalist power, Published by Macmillan, 2000, ISBN 978-0-312-22177-5
49. ↑  Graham 1968, 350–352쪽.
50. 1 2  Lajpat Rai, Bal Ram Nanda, The Collected Works of Lala Lajpat Rai, Published by Manohar, 2005, ISBN 978-81-7304-660-5
51. ↑  Haṃsarāja Rahabara, Bhagat Singh and His Thought. Published by Manak Publications, 1990, ISBN 978-81-85445-07-6
52. ↑  Donald Mackenzie Brown, The Nationalist movement: Indian political thought from Ranade to Bhave, Published by University of California Press, 1965
53. ↑  Gail Omvedt, Reinventing Revolution: New Social Movements and the Socialist Tradition in India, Published by M. E. Sharpe, 1993
54. ↑  Saral Kumar Chatterji, Bipin Chandra Pal, Published by Publications were divided, Ministry of Information and Broadcasting, Govt. of India, 1984
55. ↑  Gupta, R.S.A.K. (2021). 《Art and Aesthetics of Modern Mythopoeia V2: Literatures, Myths and Revisionism VOL 2》. VOL2. Vishvanatha Kaviraja Institute. 179쪽. ISBN 978-81-945995-1-7. 2023년 1월 2일에 확인함.
56. ↑  Harijan, 2 January 1937
57. ↑  Young India, 19 September 1929
58. ↑  Harijan 19 October 1947
59. ↑  Elsenhans, H.; Ouaissa, R.; Tétreault, M.A. (2016). 《The Transformation of Politicised Religion: From Zealots into Leaders》. Taylor & Francis. 124쪽. ISBN 978-1-317-01359-4.
60. ↑  Sharma, J.N. (2003). 《Alternative Economics: Economics of Mahatma Gandhi & Globalisation》. Deep & Deep Publications. 134쪽. ISBN 978-81-7629-428-7.
61. ↑  | Ministry of Home Affairs | GoI “Advisory related to the display of complete State Emblem of India with the motto 'Satyameva Jayate'-Truth alone triumphs-written in Devanagari script bthe profile of the Lion Capital.elow | Ministry of Home Affairs | GoI” |url= 값 확인 필요 (도움말). 《mha.gov.in》. 2019년 9월 20일에 확인함.
62. ↑  Aparna Basu, The Growth of Education and Political Development in India, 1898–1920, Published by Oxford University Press, 1974
63. ↑  Jaffrelot, Christophe (1996). 《The Hindu Nationalist Movement in India》 (영어). Columbia University Press. 39쪽. ISBN 978-0-231-10335-0.
64. 1 2  Chitkara M G, Hindutva, Published by APH Publishing, 1997 ISBN 978-81-7024-798-2
65. 1 2  Shankar Gopalakrishnan (2009). 《A Mass Movement Against Democracy: The Threat of the Sangh Parivar》. Aakar Books. 21쪽. ISBN 978-81-89833-90-9.
66. ↑  Bhatt, C. (2020). 《Hindu Nationalism: Origins, Ideologies and Modern Myths》. Taylor & Francis. 121쪽. ISBN 978-1-000-18422-8.
67. 1 2  Martha Craven Nussbaum (2008). 《The Clash Within: Democracy, Religious Violence, and India's Future》. Harvard University Press. 156–쪽. ISBN 978-0-674-03059-6.
68. 1 2  M. G. Chitkara (2004년 1월 1일). 《Rashtriya Swayamsevak Sangh: National Upsurge》. APH Publishing. 251–254쪽. ISBN 978-81-7648-465-7.
69. 1 2 3 4  압둘 가푸르 압둘 마지드 누라니 (2000). 《The RSS and the BJP: A Division of Labour》. LeftWord Books. ISBN 978-81-87496-13-7.
70. ↑  Paranjoy Guha Thakurta; Shankar Raghuraman (2004). 《A Time of Coalitions: Divided We Stand》. SAGE. 131쪽.
71. ↑  RSS는 1947년 인도 분할 기간 동안 반무슬림 폭력에서 중요한 역할을 했다.
72. 1 2 3  Report of Commission of Inquiry into Conspiracy to Murder Mahatma Gandhi, By India (Republic). Commission of Inquiry into Conspiracy to Murder Mahatma Gandhi, Jeevan Lal Kapur, Published by Ministry of Home affairs, 1970, page 165
73. ↑  Jha, Dhirendra K. (2020년 1월 1일). “Historical records expose the lie that Nathuram Godse left the RSS”. 《The Caravan》.
74. ↑  —Karawan, Ibrahim A.; McCormack, Wayne; Reynolds, Stephen E. (2008). 《Values and Violence: Intangible Aspects of Terrorism》. Springer Science & Business Media. 87쪽. ISBN 978-1-4020-8660-1.
—Venugopal, Vasudha (2016년 9월 8일). “Nathuram Godse never left RSS, says his family”. 《The Economic Times》.
75. ↑  제럴드 제임스 라르손 (1995). 《India's Agony Over Religion》. 뉴욕 주립 대학교 출판부. 132쪽. ISBN 0-7914-2412-X.
76. ↑  Singh 2015, 82쪽.
77. ↑  Panicker, P L John. 《Gandhian approach to communalism in contemporary India》 (PDF). 100쪽. 2019년 11월 6일에 확인함.
78. ↑  Jaffrelot 1996, 88, 89쪽.
79. ↑  Graham 2007, 14쪽.
80. ↑  Jaffrelot 1996, 89쪽.
81. ↑  Suresh Ramabhai, Vinoba and his mission, Published by Akhil Bharat Sarv Seva Sangh, 1954
82. ↑  Martha Craven Nussbaum, The Clash Within: Democracy, Religious Violence, and India's Future, Published by Harvard University Press, 2007 ISBN 978-0-674-02482-3
83. 1 2  Smith, David James, Hinduism and Modernity P189, Blackwell Publishing ISBN 0-631-20862-3
84. ↑  “How the BJP Wins Over Women”. 《carnegieendowment.orgundefined》 (영어). 2024년 8월 29일에 확인함.
85. ↑  “LGBTQ community shows strong support for PM Modi in Indian General Election - International | Daily Mirror”. 《www.dailymirror.lk》 (영어). 2024년 8월 29일에 확인함.
86. ↑  PTI (2024년 8월 26일). “Kolkata doctor rape and murder: BJP announces series of protest programmes in West Bengal from August 28”. 《The Hindu》 (영어). ISSN 0971-751X. 2024년 8월 29일에 확인함.
87. ↑  “Today in Politics: Bengal BJP continues protests over Kolkata rape-murder”. 《The Indian Express》 (영어). 2024년 8월 29일. 2024년 8월 29일에 확인함.
88. ↑  Suhrita Saha, "Benoy Kumar Sarkar (1887-1949): A Tryst with Destiny" in Sociological Bulletin, 62 (1), January–April 2013, p. 4
89. ↑  Bandyopadhyay, B. (1984) The Political Ideas of Benoy Kumar Sarkar K. P. Bagchi, Calcutta, ISBN 0-8364-1336-9, OCLC 12419520
90. ↑  두 부분으로 출판되었으며, 첫 부분은 1914년, 나중 부분은 1921년에 출판되었다: Sarkar, Benoy Kumar (1914) The Positive Background of Hindu Sociology (Part 1) Pânini Office, Allahabad, OCLC 2005865; and Sarkar, Benoy Kumar (1914) The Positive Background of Hindu Sociology (Part 2, with appendices by Brajendranáth Seal) Sudhindra Natha Vasu, Allahabad, OCLC 48121776
91. ↑  Sarkar, Benoy Kumar (1916) The beginning of Hindu culture as world-power (A.D. 300-600) Commercial Press, Shanghai, OCLC 5732399
92. ↑  Sarkar, Benoy Kumar (1916) Chinese Religion Through Hindu Eyes: a study in the tendencies of Asiatic mentality Commercial Press, Shanghai, OCLC 82020
93. ↑  Sarkar, Benoy Kumar (1918) Hindu achievements in exact science a study in the history of scientific development Longmans, Green and Co., New York, OCLC 1193853
94. ↑  Sarkar, Benoy Kumar (1919). 《Hindu Theory of International Relations》. 《American Political Science Review》 (영어) 13. 400–414쪽. doi:10.2307/1945958. ISSN 0003-0554. JSTOR 1945958. S2CID 146956993.
95. 1 2 3  Acharya, Amitav; Buzan, Barry (2019). 《The Making of Global International Relations: Origins and Evolution of IR at its Centenary》. Cambridge University Press. 100–101쪽. doi:10.1017/9781108647670. ISBN 978-1-108-48017-8. S2CID 159147042.
96. 1 2 3  Savarkar, Vinayak Damodar: Hindutva, Bharati Sahitya Sadan, Delhi 1989 (1923).
97. ↑  Elst, Koenraad (2005). 《Decolonizing the Hindu mind》. India: Rupa. 21쪽. ISBN 978-81-7167-519-7.
98. ↑  The Hindu Phenomenon, Girilal Jain, ISBN 81-86112-32-4.
99. ↑  Bhave, Y.G (1995년 1월 1일). 《The first prime minister of India By Y. G. Bhave》. Lok Sabha Secretariat. 49쪽. ISBN 978-81-7211-061-1.
100. ↑  “Family legacy and the Varun effect”. 《rediff.com》. 2015년 2월 15일에 확인함.
101. 1 2  M.S. Golwalkar, Bunch of Thoughts, Sahitya Sindhu Prakashan.
102. ↑  Shri Guruji Golwalkar, p.115, Mahesh Sharma, 2006, ISBN 978-81-288-1245-3.
103. ↑  K. S. Rao in H. V. Seshadri, ed.:Why Hindu Rashtra?, p. 24.
104. ↑  Elst, Koenraad (2005). 《Decolonizing the Hindu mind》. India: Rupa. 480–486쪽. ISBN 978-81-7167-519-7.
105. ↑  The Nation, 24 January 1998.
106. ↑  Agrawal, Premendra. “Supreme Court on Hindu Hindutva and Hinduism”. 《newsanalysisindia.com》. 2009년 11월 14일에 원본 문서에서 보존된 문서.
107. ↑  “Why Monarchy is necessary in Nepal?”. 2009년 10월 28일. 2020년 4월 12일에 원본 문서에서 보존된 문서. 2009년 11월 3일에 확인함.
108. ↑  George Conger (2008년 1월 18일). “Nepal moves to become a secular republic”. 《Religious Intelligence》. 2009년 1월 30일에 원본 문서에서 보존된 문서.
109. ↑  RPP. “राप्रपा नेपालः सुस्पष्ट बिचार र अलग पहिचान सहितको राजनैतिक दल”. 《RPP》 (영국 영어). 2017년 6월 25일에 확인함.
110. ↑  “Hundreds of Hindu protesters clash with police in Nepal's capital, demanding Hindu state”. 《폭스 뉴스》. 2015년 8월 7일.
111. ↑  “Once Hindu Nepal to give Muslims rights – Times of India”. 《타임스 오브 인디아》. 2008년 7월 10일.
112. 1 2  “Muslims demand Hindu state”. 2015년 8월 9일.
113. 1 2  “Muslims in Nepal demand a Hindu state”. 《The Economic Times》.
114. ↑  “RPP 'firm on Hindu state, monarchy'”.
115. ↑  Diwakar (2017년 3월 19일). “RPP registers Constitution amendment proposal demanding Hindu state”. 《The Himalayan Times》. 2017년 12월 7일에 확인함.
116. ↑  “Mass demonstration in Kathmandu in favor of restoration of monarchy in Nepal”. 2024년 8월 8일.
117. ↑  “Despite district administration's order, pro-monarchy, pro-Hindu forces hold rally in Kathmandu”.
118. ↑  “Mass protest in Kathmandu demanding restoration of constitutional monarchy”. 2024년 8월 8일.
119. ↑  “Thousands in Nepal demand return of centuries-old monarchy”. 《Independent.co.uk》. 2021년 1월 11일.
120. ↑  Means, Other (2021년 12월 9일). “In Nepal, Calls Grow for the Restoration of a Hindu State”. 《The Diplomat – The Diplomat is a current-affairs magazine for the Asia-Pacific, with news and analysis on politics, security, business, technology and life across the region.》.

## 도서
- Pradhan, Kumar L. (2012), 《Thapa Politics in Nepal: With Special Reference to Bhim Sen Thapa, 1806–1839》, New Delhi: Concept Publishing Company, 278쪽, ISBN 978-81-8069-813-2
- Skinner, Debra; Pach III, Alfred; Holland, Dorothy (1998). 《Selves in Time and Place: Identities, Experience, and History in Nepal》. Rowman & Littlefield Publishers. ISBN 978-0-8476-8599-8.
- Messerschmidt, Donald Alan (1992). 《Muktinath: Himalayan pilgrimage, a cultural & historical guide》. Sahayogi Press.
- Dharam Vir (1988). 《Education and Polity in Nepal: An Asian Experiment》. Northern Book Centre. ISBN 978-81-85119-39-7.
- Borgström, Bengt-Erik (1980), 《The patron and the panca: village values and pancayat democracy in Nepal》, Vikas House, ISBN 978-0-7069-0997-5
- Stone, Linda (1988), 《Illness Beliefs and Feeding the Dead in Hindu Nepal: An Ethnographic Analysis》, E. Mellen, ISBN 978-0-88946-060-7
- Kara, Siddharth (2012), 《Bonded Labor: Tackling the System of Slavery in South Asia》, Columbia University Press, ISBN 978-0-231-52801-6
- Graham, Bruce Desmond (2007년 12월 3일), 《Hindu Nationalism and Indian Politics: The Origins and Development of the Bharatiya Jana Sangh》, Cambridge University Press, ISBN 978-0-521-05374-7
- Singh, Neerja (2015년 7월 28일), 《Patel, Prasad and Rajaji: Myth of the Indian Right》, SAGE Publications, ISBN 978-93-5150-266-1

## 더 읽어보기
- Bharat Prakashan (1955). 《Shri Guruji: The Man and His Mission, On the Occasion of His 51st Birthday》. Delhi: Bharat Prakashan. OCLC 24593952.
- Graham, B. D. (1968), 〈Syama Prasad Mookerjee and the communalist alternative〉,   D. A. Low, 《Soundings in Modern South Asian History》, University of California Press, ASIN B0000CO7K5
- Goyal, Des Raj (1979). 《Rashtriya Swayamsevak Sangh》. Delhi: Radha Krishna Prakashan. ISBN 978-0-8364-0566-8.
- Elst, Koenraad (2001). 《Decolonizing the Hindu mind: ideological development of Hindu revivalism》. Rupa & Co. ISBN 978-81-7167-519-7.
- Elst, Koenraad (2001). 《The Saffron Swastika: The Notion of "Hindu Fascism"》. Voice of India. ISBN 978-81-85990-69-9.
- King, Richard (2002), 《Orientalism and Religion: Post-Colonial Theory, India and "The Mystic East"》, Routledge
- Bacchetta, Paola."Gendered Fractures in Hindu Nationalism: On the Subject-Members of the Rashtra Sevika Samiti."In The Oxford India Hinduism: A Reader, edited by 바수다 달미아 and 하인리히 폰 슈티테크론, 373–395. London and Delhi: Oxford University Press, 2006.
- Bacchetta, Paola. Gender in the Hindu Nation: RSS Women as Ideologues.  New Delhi: Women Unlimited, 2004.
- Walter K. Andersen. 'Bharatiya Janata Party: Searching for the Hindu Nationalist Face', In The New Politics of the Right: Neo–Populist Parties and Movements in Established Democracies, ed. Hans–Georg Betz and Stefan Immerfall (New York: St. Martin's Press, 1998), pp. 219–232. (ISBN 0-312-21134-1 or ISBN 0-312-21338-7)
- Partha Banerjee, In the Belly of the Beast: The Hindu Supremacist RSS and BJP of India (Delhi: Ajanta, 1998). OCLC 43318775
- Blank, Jonah (1992). 《Arrow of the Blue-Skinned God》. Houghton Mifflin. ISBN 978-0-395-56267-3.
- 아인슬리 T. 엠브리, 'The Function of the Rashtriya Swayamsevak Sangh: To Define the Hindu Nation', in Accounting for Fundamentalisms, The Fundamentalism Project 4, ed. Martin E. Marty and R. Scott Appleby (Chicago: The University of Chicago Press, 1994), pp. 617–652. (ISBN 0-226-50885-4)
- Gandhi, Rajmohan (1991). 《Patel: A Life》. Navajivan Publishing House.
- Savarkar, Vinayak Damodar (1923). 《Hindutva》. Delhi, India: Bharati Sahitya Sadan.
- 아룬 쇼우리, Goel, Sita Ram, et al. Time for Stock-Taking – Whither Sangh Parivar? (1997) ISBN 978-81-85990-48-4
- Girilal Jain, The Hindu phenomenon, South Asia Books (1995). ISBN 978-81-86112-32-8.
- H V Seshadri, K S Sudarshan, K. Surya Narayan Rao, Balraj Madhok: Why Hindu Rashtra, 수루치 프라카샨 (1990), ASIN B001NX9MCA.